# Паучьи лилии
«Паучьи лилии» (кит. упр. 刺青, пиньинь Cì Qīng, палл. Цы цин, букв. «Татуировка») — тайваньская мелодрама 2007 года режиссёра Зеро Чжоу. В основе фильма лежит тайваньское землетрясение 21 сентября 1999 года, когда многие люди потеряли свои семьи и дома.  Фильм получил премию «Тедди» Берлинского кинофестиваля в 2007 году.

## Сюжет
Джейд (Рейни Ян) работает на эротическом сайте веб-моделью. Она хочет сделать себе татуировку и приходит в студию Такэко (Изабелла Лян), с которой они оказываются знакомы: ещё с детства они знали друг друга. Джейд хочет сделать татуировку «паучьи лилии», такую же, как у Такэко, но та говорит, что эти цветы прокляты и принесут несчастье.
У отца Такэко, погибшего во время землетрясения, была татуировка с паучьими лилиями на руке. Младший брат Такэко (Джон Шэнь) был свидетелем гибели отца, и это стало для него психологической травмой. Он потерял память, и единственное воспоминание, которое у него осталось — рисунок татуировки на руке отца, торчащей из-под обломков. Такэко сделала себе такую же татуировку, в надежде, что это поможет вернуть брату память.
Такэко очарована Джейд. Она хочет придумать для неё новую татуировку. Между девушками начинается роман, они проводят ночь вместе. Брат Такэко, оставшийся без присмотра, блуждает по улицам. Он натыкается на паучьи лилии, растущие на обрыве, и к нему возвращается память. Но тут же он попадает под машину. Его привозят в больницу в состоянии комы.
Такэко, чувствуя вину за произошедшее, посылает Джейд сообщение, что они больше не увидятся. Она считает, что причиной всему её татуировка проклятых паучьих лилий. Джейд, которая в это время работает перед веб-камерой, получает сообщение подруги и впадает в истерику. Но брат Такэко приходит в себя. К нему вернулась память, и он будет жить. Такэко осознаёт, что проклятия больше нет. Она посылает Джейд новое сообщение, где извиняется и говорит, что ждёт Джейд в своём салоне, где сделает ей татуировку.

## Актёрский состав
| В ролях                  |  | Персонаж             |
| ------------------------ |  | -------------------- |
| Рейни Ян                 |  | Джейд                |
| Изабелла Люн (Лён Локси) |  | Такэко               |
| Джон Шэнь Цзяньхун       |  | А-Цин (брат Такэко)  |
| Джей Ши Юаньцзе          |  | А-Дун                |
| Айви Чен                 |  | Первая любовь Такэко |

## Награды
Фильм получил следующие награды:
| Награды                  | Награды | Награды | Награды                     | Награды    |
| ------------------------ | ------- | ------- | --------------------------- | ---------- |
| Фестиваль / Премия       | Год     | Награда | Категория                   | Победитель |
| Берлинский кинофестиваль | 2007    | «Тедди» | Лучший художественный фильм | Зеро Чжоу  |